# Good Music (album de Murs)
Pour les articles homonymes, voir Good Music.
Albums de Murs
F'Real
(1997) Murs Rules the World
(2000)
Good Music est le deuxième album studio de Murs, sorti en 1999 sur le label indépendant Veritech Records.

## Liste des titres

### Disque 1
| No  | Titre                                                               | Producteur(s) | Durée |
| --- | ------------------------------------------------------------------- | ------------- | ----- |
| 1.  | Whatuptho?                                                          |               | 0:45  |
| 2.  | Simple                                                              | Elusive       | 3:06  |
| 3.  | 24hrs W-AG (featuring The Little Homie Grover)                      | Thes One      | 4:31  |
| 4.  | Zonin' (featuring Eclipse 427)                                      | Eclipse       | 5:01  |
| 5.  | LA Story Part I (My Little Brother is Crazy)                        | 45acp         | 1:46  |
| 6.  | Never Eat                                                           | Elusive       | 3:03  |
| 7.  | Regrets (featuring Sun Ruler & King Sulamon)                        | 45acp         | 3:30  |
| 8.  | That's Him                                                          | 45acp         | 3:45  |
| 9.  | LA Story Part II (Freestyle - Tagbangerlude)                        | Thes One      | 2:50  |
| 10. | Room 3-16 (featuring Rob Feature)                                   | Thes One      | 4:19  |
| 11. | Tomorrow                                                            | Elusive       | 3:45  |
| 12. | On Mystical Way (Murs Freestyle) (featuring Eligh & Bruce Hathcock) | Elusive       | 4:23  |
| 13. | Chico's Chicken                                                     | Eligh         | 3:25  |
| 14. | Off My Chest                                                        |               |       |
| 15. | Que Hora Es                                                         | Thes One      |       |
| 16. | Rap Above                                                           | 45acp         | 4:08  |
| 17. | Angels (Featuring The Grouch)                                       | The Grouch    | 4:53  |
| 18. | 2 Original (featuring 45acp)                                        | 45acp         | 3:22  |
| 19. | LA Story Part III (featuring 427 & T.W.)                            | Eclipse       | 5:04  |
| 20. | My Story                                                            | Mr. Bizarro   | 2:30  |

### Disque 2
| No | Titre                                                          | Producteur(s) | Durée |
| -- | -------------------------------------------------------------- | ------------- | ----- |
| 1. | Murs Daywalker Intro                                           |               | 0:32  |
| 2. | Forward Motion (featuring Eligh, Eson & Tom Slick)             | Eson          | 4:18  |
| 3. | Democrossy (featuring Eligh, Eson & Tom Slick)                 | Elusive       | 4:27  |
| 4. | 4 the Record                                                   | Eclipse       | 4:48  |
| 5. | The Jerry Maguire Song (Clean Version)                         | Eclipse       | 4:04  |
| 6. | Murs F.M.                                                      |               | 2:41  |
| 7. | Blank Paper (featuring Shing02 & DJ Bill)                      |               | 7:01  |
| 8. | A Day Like No Other (Remix) (featuring El-P, Shing02 & Yeshua) | Yamamoto      | 9:26  |